# 50 kilomètres marche aux championnats du monde d'athlétisme 2001
Navigation
Séville 1999 Paris 2003
L'épreuve du 50 kilomètres marche des championnats du monde d'athlétisme 2001 s'est déroulée le 11 août 2001 dans les rues d'Edmonton, au Canada. Elle est remportée par le Polonais Robert Korzeniowski.

## Résultats
| Rang               | Athlète                | Pays             | Temps           | Notes |
| ------------------ | ---------------------- | ---------------- | --------------- | ----- |
| Médaille d'or      | Robert Korzeniowski    | Pologne          | 3 h 42 min 08 s | WL    |
| Médaille d'argent  | Jesús Ángel García     | Espagne          | 3 h 43 min 07 s | SB    |
| Médaille de bronze | Édgar Hernández        | Mexique          | 3 h 46 min 12 s | PB    |
| 4                  | Aigars Fadejevs        | Lettonie         | 3 h 46 min 20 s |       |
| 5                  | Vladimir Potemin       | Russie           | 3 h 46 min 53 s |       |
| 6                  | Valentí Massana        | Espagne          | 3 h 48 min 28 s |       |
| 7                  | Curt Clausen           | États-Unis       | 3 h 50 min 46 s | SB    |
| 8                  | Marco Giungi           | Italie           | 3 h 51 min 09 s | SB    |
| 9                  | Tomasz Lipiec          | Pologne          | 3 h 53 min 06 s |       |
| 10                 | Mike Trautmann         | Allemagne        | 3 h 53 min 25 s |       |
| 11                 | Denis Langlois         | France           | 3 h 53 min 42 s |       |
| 12                 | David Boulanger        | France           | 3 h 53 min 52 s |       |
| 13                 | Francesco Galdenzi     | Italie           | 3 h 54 min 42 s |       |
| 14                 | Philip Dunn            | États-Unis       | 3 h 56 min 33 s | PB    |
| 15                 | Mikel Odriozola        | Espagne          | 3 h 57 min 17 s |       |
| 16                 | Spiridon Kastanis      | Grèce            | 3 h 57 min 35 s | SB    |
| 17                 | Yoshimi Hara           | Japon            | 3 h 58 min 47 s |       |
| 18                 | Miloš Holuša           | Tchéquie         | 3 h 58 min 54 s |       |
| 19                 | Tim Berrett            | Canada           | 3 h 59 min 34 s |       |
| 20                 | Sergey Korepanov       | Kazakhstan       | 3 h 59 min 57 s | SB    |
| 21                 | Aleksandar Raković     | Yougoslavie      | 4 h 01 min 50 s |       |
| 22                 | Jacob Sørensen         | Danemark         | 4 h 03 min 21 s |       |
| 23                 | Stefan Malik           | Slovaquie        | 4 h 04 min 50 s |       |
| 24                 | Miguel Rodríguez       | Mexique          | 4 h 06 min 45 s |       |
| 25                 | Jorge Costa            | Portugal         | 4 h 07 min 48 s |       |
| 26                 | Fredrik Svensson       | Suède            | 4 h 08 min 35 s |       |
| 27                 | René Piller            | France           | 4 h 10 min 54 s |       |
| 28                 | Jamie Costin           | Irlande          | 4 h 11 min 58 s |       |
| 29                 | Fumio Imamura          | Japon            | 4 h 12 min 28 s |       |
| 30                 | Uģis Brūvelis          | Lettonie         | 4 h 22 min 02 s |       |
| 31                 | Arturo Huerta          | Canada           | 4 h 25 min 07 s |       |
| —                  | Liam Murphy            | Australie        | DQ              |       |
| —                  | Roman Magdziarczyk     | Pologne          | DQ              |       |
| —                  | Pedro Martins          | Portugal         | DQ              |       |
| —                  | Darren Bown            | Australie        | DQ              |       |
| —                  | Modris Liepiņš         | Lettonie         | DQ              |       |
| —                  | Nikolay Matyukhin      | Russie           | DQ              |       |
| —                  | Nathan Deakes          | Australie        | DQ              |       |
| —                  | Bengt Bengtsson        | Suède            | DQ              |       |
| —                  | Daugvinas Zujus        | Lituanie         | DQ              |       |
| —                  | Denis Trautmann        | Allemagne        | DQ              |       |
| —                  | Aleksey Voyevodin      | Russie           | DNF             |       |
| —                  | Giovanni De Benedictis | Italie           | DNF             |       |
| —                  | Trond Nymark           | Norvège          | DNF             |       |
| —                  | Craig Barrett          | Nouvelle-Zélande | DNF             |       |
| —                  | Omar Zepeda            | Mexique          | DNF             |       |
| —                  | Sándor Urbanik         | Hongrie          | DNF             |       |
| —                  | Matej Spisiak          | Slovaquie        | DNF             |       |

## Légende
Records et Performances
- AR : Record continental (area record)
- CR : Record des championnats (championship record)
- MR : Record du meeting (meet record)
- NR : Record national (national record)
- OR : Record olympique (olympic record)
- PR : Record paralympique (paralympic record)
- PB : Record personnel (personal best)
- SB : Meilleure performance personnelle de la saison (season's best)
- WL : Meilleure performance mondiale de l'année (world leader)
- WJR : Record du monde junior (world junior record)
- WR : Record du monde (world record)

Circonstances et Conditions
- DNF : N'a pas terminé (did not finish)
- DNS : N'a pas pris le départ (did not start)
- DQ : Disqualification (disqualification)
- NM : Aucun essai valable enregistré (No Mark)
- Q : Qualifié « directement » au prochain tour (ou à la prochaine compétition), lors d'une compétition majeure, grâce au classement ou à la réalisation des minima (automatic qualifier)
- q : Qualifié au prochain tour (ou à la prochaine compétition), lors d'une compétition majeure, grâce au repêchage ou à la réalisation de l'une des meilleures performances parmi celles des « non qualifiés directement » (grâce au meilleur temps ou à la meilleure distance par exemple) (secondary qualifier)